# Zuma (відеогра)
Zuma (укр. Зума) — відеогра з родини казуальних головоломок, випущена 2003 року. Розробник — PopCap Games. Існує онлайн-версія гри Zuma та безліч її клонів, версія під назвою Zuma Deluxe для Windows і Mac. Також є мобільна (java) версія Zuma, та версії для приставок Xbox Live Arcade, PSP, PlayStation Network.

## Ігровий процес

### Основи
Гра складається з серії рівнів, виконаних в ацтецькому стилі, де гравець повинен завадити ланцюжку різнокольорових кульок досягнути лузи у вигляді черепа. Гравець керує фігуркою жаби, що може обертатися навколо своєї осі, та вистрілює кульки випадкового кольору. Індикатор на спині жаби сигналізує про колір наступної кульки. Низки кульок одного кольору (три й більше штук) вибухають, скорочуючи ланцюжок. Тому гравцеві слід вистрілювати кульки так, щоб вони формували подібні низки. Основне завдання кожного рівня — протриматися до заповнення спеціального індикатора (що власне і є Зума), що заповнюється при знищенні кульок. Після того, як він заповнений, нові кульки перестають з'являтися. Якщо ланцюжок потрапляє в лузу, гравець втрачає одне життя і починає рівень заново. Вже пройдені рівні є змога переграти. Коли всі життя вичерпано, гра закінчується. Кількість кольорів, у які забарвлено кульки, поступово збільшується, ускладнюючи процес гри. За знищення кульок нараховуються бали, спонукаючи гравця повертатися до гри й побити колишній рекорд.

### Бонуси
На деяких кульках час від часу з'являються особливі значки. При знищенні таких кульок видаються бонуси, що полегшують гру:
- Пауза (знак паузи — дві лінії) — ненадовго уповільнюють рух основного ланцюжка.
- Зворотний рух (знак стрілки) — тимчасово відкочують ланцюжок назад.
- Вибух (знак кола) — підриває всі кулі, що знаходяться поблизу.
- Приціл (знак перехрестя) — тимчасово оснащує жабу прицільним променем і збільшує силу вильоту куль.

Періодично на ігровому полі з'являється монетка. Вона розташовується з протилежної до жаби сторони відносно ланцюжка куль. Якщо влучити кулею в монетку, рахунок балів поповнюється на певну суму (500, 600, 700 або більше балів, в залежності від того, скільки рухомих кульок відокремлюють жабу від монетки), та заповнюється індикатор (розташований біля кнопки меню), тим самим зменшуючи час на проходження рівня.
На кожен рівень відведено певний час (ace time), який можна побачити після проходження рівня. Якщо час, протягом якого гравець пройшов рівень, менше цього часу, то рахунок поповнюється ще на кілька бонусних балів. Тому є сенс збивати монетки, прискорюючи тим самим проходження гравцем рівня.
Також після накопичення кожних 50 000 балів видається додаткове життя. Тобто гравець отримує по одному життю після досягнення 50000, 100000, 150000, 200000 і т. д. балів.

## Перевидання та продовження
У 2009 році вийшло продовження під назвою Zuma's Revenge. Принципи ігрового процесу загалом залишились ті ж самі, проте з'явились дрібні нововведення: битви з босами після кожного 10-го рівня, нові бонуси, рівні з двома місцями для жаби, рівні, де жаба не «сидить» на одному місці, а переміщається по нижньому краю екрану і т. д.. У 2010 році Zuma Blitz портували у Facebook.
За час існування гри вийшло безліч римейків і клонів на гру Zuma.

## Питання авторства та плагіату
Японський розробник Mitchell Corporation в особі Takamitsu Hagiwara стверджує, що Zuma є клоном їх гри Puzz Loop (або Ballistic) (1998 рік, ігрові автомати) і навіть здійснили юридичну спробу це довести, однак достеменно результати цих спроб невідомі.